# Бакиров, Ахат Бариевич
 Ахат Бариевич Бакиров  (род. 17 февраля 1952 года, село Чапаево Давлекановского района БАССР) — советский и российский учёный и клиницист, терапевт, гематолог, педагог, общественный деятель. Доктор медицинских наук (1996), профессор (1996), действительный член (академик) Академии наук РБ (2012), заведующий кафедрой терапий и профессиональных болезни с курсом ИДПО Башкирского государственного медицинского университета. Заслуженный деятель науки РБ (2005), заслуженный врач РФ (2002) и РБ (1995).
Депутат Государственного Собрания — Курултая Республики Башкортостан 4-го и 5-го созывов.

## Биография
Ахат Бариевич Бакиров родился 17 февраля 1952 года в селе Чапаево Давлекановского района БАССР.
В 1975 году окончил Башкирский государственный медицинский институт, где и продолжал работать после окончания института. В 1979 году работал заведующим гематологическим отделением в больнице № 13 города Уфы. С 1984 года работал в Башкирском областном комитете КПСС.
С 1989 года работал преподавателем в Башкирском государственном медицинском институте, с 1992 года — проректор института по лечебной работе. С 1997 года — директор Уфимского НИИМТЭЧ (Уфимский НИИ медицины труда и экологии человека), одновременно — зав. кафедрой терапии института последипломного образования БГМУ.
А. Бакиров — член Президиума Академии наук РБ, директор ФГУН «Уфимский научно-исследовательский институт медицины труда и экологии человека», является членом редакционного совета журнала «Медицина труда и промышленная экология», «Медицинский вестник Башкортостана», президент Ассоциации терапевтов РБ (с 1998 года). Главный редактор электронного журнала «Медицина труда и экологий человека».

## Научные интересы
Научная работа Бакирова связана с разработками новых методов иммунодиагностики, а также лечения больных с острыми и хроническими лейкозами. Под его руководством были внедрены новые иммунохимические методы в лечении лимфопролиферативных и части профессиональных заболеваний.

## Монографии
Ахат Бариевич Бакиров — автор около 800 научных работ и около 57 изобретений, включая 28 Монографии.
1. Оксиметилурацил(Очерки экспериментальной фармакологии) А. Б. Бакиров, В. А. Мышкин — Уфа: ПКП «ДАР»,2001. — 218с.
2. Множественнаямиелома / Д. Х. Калимулина, А. Б. Бакиров, Т. В. Викторова — Уфа: «Гилем», 2004. — 120с.
3. Клиническое значение линейно-адгезивного фенотипа лимфопролиферативных заболеваний / А. К. Голенков, А. Ю. Барышников, А. Б. Бакиров — Уфа: ГУП «Уфимский полиграфкомбинат», 2004. — 178 с.
4. Поражение печени химическими веществами. Функционально-метаболические нарушения, фармакологическая коррекция / В. А. Мышкин, Р. Б. Ибатуллина, А. Б. Бакиров — Уфа: «Гилем», 2007. — 180с
5. Состояние сердечно-сосудистой системы у больных множественной миеломой / А. Б. Бакиров, Ш. З. Загидуллин, Г. Р. Мурзина — Уфа: « Гилем»,2007. −120с.
6. Распространенность и прогностическое значение молекулярно-генетических маркеров при множественной миеломе и хроническом лимфолейкозе / Б. А. Бакиров, Д. Х. Калимуллина, А. Б. Бакиров, Т. В. Викторова — Уфа: Изд-во «Мир печати»,2009. — 104с.
7. Окислительный стресс и повреждение печени при химических воздействиях /В. А. Мышкин, А. Б. Бакиров — Уфа: КП РБ Изд-во «Мир печати»,2010. — 176с.
8. Суточное мониторирование артериального давления: значение метода в диагностике артериальных гипертензий различного генеза/А. Б. Бакиров, В. А. Люсов, Э. Х. Ахметзянова — Уфа: Изд-во «Мир печати», 2010. — 152 с.
9. Заболевания, связанные с условиями труда в нефтедобывающей нефтеперерабатывающей, нефтехимической, химической промышленности/ Л. М. Карамова, А. Б. Бакиров — Уфа,2010.-267с
10. Клинико-лабораторное обоснование ранней диагностики и профилактики/ А. Б. Бакиров, О. А. Гуляева, Т. С. Чемикосова — Saarbrucken: LAP LAMBERT Academic Publishing,2011.-179с.
11. Оценка риска здоровью населения, проживающего в условиях сочетанного биологического и химического загрязнения / А. Б. Бакиров, Р. А. Сулейманов, И. Г. Абдулнагимов — Уфа: «Гилем», 2011. — 279с.
12. Клиническое значение исследования генов детоксикации ксенобиотиков и обмена железа у больных циррозами печени / А. Б. Бакиров, Г. Т. Гусманова / Д. Х. Калимуллина, Э. К. Хуснутдинова, Р. Р. Галимова — Уфа: Изд-во «Мир печати», 2012. — 140с.
13. Коррекция перекисного окисления липидов при повреждающих воздействиях (гепатотропные яды, гипоксия, стресс) / В. А. Мышкин, Э. Ф. Репина, А. Б. Бакиров — Уфа: КП РБ Изд-во «Мир печати», 2012. — 163 с.
14. Гигиеническая характеристика водоснабжения сельского населения в нефтедобывающих районах Республики Башкортостан / А. Б. Бакиров, Р. А. Сулейманов, Н. Н. Егорова, Т. К. Валеев — Уфа: «Гилем», 2014. — 136с.
15. Условия водоснабжения населения нефтедобывающих территорий. Гигиеническая характеристика / Т. К. Валеев, Р. А. Сулейманов, А. Б. Бакиров /Palmarium Academic Publishing Deutschland/ — Германия:2015. — 120с.
16. Питание населения Республики Башкортостан в современных условиях / Т. К. Ларионова, Р. А. Даукаев, А. Б. Бакиров — Уфа: «Гилем», 2015. — 196 с.
17. Эпидемиологические исследования хронического лимфолейкоза. Результаты эпидемиологических исследований в регионе с развитой нефтехимической промышленностью / Б. А. Бакиров, Д. О. Каримов, А. Б. Бакиров / Palmarium Academic Publishing Deutschland / — Германия: 2015. — 86 с.
18. Профессиональный риск здоровью работников отдельных производств химической промышленности / Э. Т. Валеева, А. Б. Бакиров, Л. К. Каримова — Уфа: ООО «Принт+», 2015. — 278 с.
19. Патогенез и экспериментальная коррекция окислительных и деструктивных проявлений окислительного стресса / А. Б. Бакиров, В. А. Мышкин, Э. Ф. Репина — Уфа: ООО «Принт+», 2015. — 174 с.
20. Профессиональный риск репродуктивных нарушений у работников нефтехимических производств / под ред. М. К. Гайнуллиной, О. В. Сивочаловой, А. Б. Бакирова — Уфа: ООО «Принт-2», 2016. — 264 с.
21. Факторы риска и профилактика профессиональных новообразований кожи у работников производства стекловолокна / Г. Ф. Мухаммадиева, А. Б. Бакиров, П. В. Серебряков, Л. К. Каримова — Уфа, Москва: Изд-во «Диалог», 2016. — 164 с.
22. Клинические особенности заболеваний органов дыхания и коморбидной патологии у работников промышленных предприятий, совершенствование методов профилактики и лечения / под ред. П. В. Серебрякова, А. Б. Бакирова, Л. К. Каримовой, О. П. Рушкевич — Уфа, Москва: ООО «Принт-2», 2016. — 370 с.
23. Экология и здоровье населения Республики Башкортостан / Л. М. Карамова, А. Б. Бакиров, Г. Р. Башарова, Р. А. Сулейманов — Уфа: Изд-во «Диалог», 2017. — 268 с.
24. Профессиональные риски нарушения здоровья работников, занятых добычей и переработкой нефти / под ред. Г. Г. Гимрановой, А. Б. Бакирова, Л. К. Каримовой — Уфа: Изд-во «Диалог», 2017. — 172 с.
25. Гигиена труда при добыче и переработке нефти / под ред. Л. К. Каримовой, А. Б. Бакирова, В. А. Капцова, Г. Г. Гимрановой — Уфа, Нижний Новгород, 2017. — 336 с.
26. Суставной синдром в ревматологии / А. Б. Бакиров, Л. Н. Мингазетдинова, Э. Г. Муталова, Б. А. Бакиров — Уфа: ФГБОУ ВО «Башкирский государственный медицинский университет» МЗ РФ, 2020. — 210 с.
27. Элементный статус населения Республики Башкортостан / под ред. Т. К. Ларионовой, Л. К. Каримовой, А. Б. Бакирова — Уфа: ООО «ПечатниК», 2020. — 254 с.
28. Факторы кардиоваскулярного риска у работников химического комплекса, меры профилактики / под ред. З. Ф. Гимаевой, А. Б. Бакирова, Л. К. Каримовой, В. А. Капцова, П. В. Серебрякова — Уфа: ООО «ПечатниК», 2021. — 196 с.
29. Оценка факторов риска и комплексная профилактика нарушений здоровья о работников агропромышленного комплекса / под ред. А. Б. Бакирова, Л. М. Масягутовой. — Уфа, 2022. — 187 с. ISBN 978-5-6049108-2-5.

### Изобретения за 2001—2022 годы
1. «Способ ультразвуковой диагностики угрозы осложнений язвенной болезни желудка». Патент на изобретение № 2168943, зарегистрирован от 20 июня 2001 г. Соавторы: Силиванов В. И., Лемешко З. А., Никуличева В. И.
2. «Способ количественной оценки репаративного процесса при консервативном лечении язвенной болезни желудка». Патент на изобретение 2171091, зарегистрирован от 27 июля 2001 г. Соавторы: Силиванов В. И., Лемешко З. А., Никуличева В. И.
3. «Способ диагностики стадии язвенной болезни желудка». Патент на изобретение № 2180799, зарегистрирован от 27 марта 2002 г. Соавторы: Силиванов В. И., Лемешко З. А., Никуличева В. И.
4. «Способ моделирования токсической гепатопатии». Патент на изобретение № 2188457, зарегистрирован от 17 августа 2002 г. Соавторы: Мышкин В. А., Ибатуллина Р. Б., Волкова Е. С., Савлуков А. И., Симонова Н. И.
5. «Способ моделирования цирроза». Патент на изобретение № 2197018, зарегистрирован от 20 января 2003 г. Соавторы: Мышкин В. А., Ибатуллина Р. Б., Савлуков А. И., Симонова Н. И.
6. «Способ утилизации избыточного активного ила биологических очистных сооружений предприятий нефтехимии». Патент на изобретение № 2223236, зарегистрирован от 10 февраля 2004 г. Соавторы: Трубникова Л. И.
7. «Способ прогнозирования течения множественной миеломы». Патент на изобретение № 2225612, зарегистрирован от 10 марта 2004 г. Соавторы: Калимуллина Д. Х., Викторова Т. В., Гринчук О. В., Вахитов В. А., Бакиров Б. А., Хуснутдинова Э. К., Макарова О. В.
8. «Способ прогнозирования развития и течения хронического лимфолейкоза». Патент на изобретение № 2248574, зарегистрирован от 10 марта 2005 г. Соавторы: Бакиров Б. А., Викторова Т. В., Гринчук О. В.
9. «Способ прогнозирования течения хронического лимфолейкоза». Патент на изобретение № 2256921, зарегистрирован от 20 марта 2005 г. Соавторы: Бакиров Б. А., Фукалова Л. А.
10. «Способ экстракции полиароматических углеводородов из объектов с органической и органоминеральной матрицей». Патент на изобретение № 2281480, зарегистрирован от 10 августа 2006 г. Соавторы: Трубникова Л. И., Трубникова Н. И.
11. «Способ прогнозирования течения множественной миеломы». Патент РФ № 2282852, зарегистрирован от 27 августа 2006 г. Соавторы: Калимуллина Д. Х., Бакиров Б. А., Викторова Т. В.
12. «Способ прогнозирования токсического гепатита при химиотерапии множественной миеломы». Патент на изобретение № 2283494, зарегистрирован от 10 сентября 2006 г. Соавторы: Калимиуллина Д. Х., Бакиров Б. А., Викторова Т. В.
13. «Способ повышения работоспособности здорового человека». Патент на изобретение № 2294753, зарегистрирован от 10 марта 2007 г. Соавторы: Масягутова Л. М., Коган О. С., Рыбаков И. Д., Пушкарева Ю. Б. и др.
14. «Способ определения качественного состава органических веществ в объектах окружающей среды». Патент на изобретение № 2299432, зарегистрирован от 20 мая 2007 г. Соавторы: Трубникова Л. И.
15. «Способ дифференциальной диагностики гипертонической болезни и артериальной гипертензии при хроническом гломерулонефрите». Патент на изобретение № 2307579, зарегистрирован от 10 октября 2007 г. Соавторы: Ахметзянова Г. Х., Гумеров А. Р.
16. «Способ диагностики сенсибилизации к водорастворимым промышленным аллергенам». Патент на изобретение № 2323441, зарегистрирован от 27 апреля 2008 г. Соавторы: Масягутова Л. М., Рыбаков И. Д.
17. «Комплексное соединение 1,3-бис (2-гидроксиэтил)-5-гидрокси-6-метилурацила с фумаровой кислотой, проявляющее антигипоксическую активность, и способ его получения». Патент на изобретение № 2330025, зарегистрирован от 27 июля 2008 г. Соавторы: Кривоногов В. П., Мышкин В. А., Ибатуллина Р. Б., Абдрахманов И. Б., Мустафин А. Г., Гимадиева А. Р., Чернышенко Ю. Н. Савлуков А. Н., Срубилин Д. В.
18. «Способ моделирования хронической токсической гепатопатии». Патент на изобретение № 2343536, зарегистрирован от 10 января 2009 г. Соавторы: Ибатуллина Р. Б., Мышкин В. А.
19. «Способ определения профпригодности лиц к работе в условиях хронических нагрузок малой интенсивности». Патент на изобретение № 2354973, зарегистрирован от 10 мая 2009 г. Соавторы: Кабирова М. Ф., Масягутова Л. М., Усманова И. Н., Усманов И. Р., Хуснаризанова Р. Ф., Абдрахманов Е. Р., Рыбаков И. Д., Валеева Э. Т.
20. «Способ дифференциальной диагностики воспалительных заболеваний пародонта по состоянию локальных факторов неспецифической защиты полости рта». Патент на изобретение № 2390775, зарегистрирован от 27 мая 2010 г. Соавторы: Усманова И. Н., Герасимова Л. П., Кабирова М. Ф., Фархутдинов Р. Р., Усманов И. Р., Масягутова Л. М., Хуснаризанова Р. Ф., Рыбаков И. Д.
21. «Способ прогнозирования течения хронического лимфолейкоза». Патент на изобретение № 2400753, зарегистрирован от 27 сентября 2010 г. Соавторы: Бакиров Б. А., Сгибнева А. А., Масягутова Л. М.
22. «Хроматографическая шкала для определения и кодирования цвета слизистой оболочки полости рта». Патент на изобретение № 2425638, зарегистрирован от августа 2011 г. Соавторы: Астахова М. И., Герасимова Л. П., Ларионова Т. К.
23. «Способ ранней диагностики заболеваний ротовой полости у лиц молодого возраста по микроэлементному составу и концентрации лактобактерий в нестимулированной ротовой жидкости». Патент на изобретение № 2460076, зарегистрирован от 27 августа 2012 г. Соавторы: Усманова И. Н., Герасимова Л. П., Габидуллина З. Г., Кабиров М. Ф., Хуснаризанова Р. Ф., Масягутова Л. М., Усманов И. Р., Юдина И. А.
24. «Способ ранней (донозологической) диагностики развития сенсибилизации к аллергенам воздуха рабочей зоны птицеводческого комплекса». Патент на изобретение № 2470298, зарегистрирован от 20 декабря 2012 г. Соавторы: Масягутова Л. М., Рыбаков И. Д., Янбухтина Г. А., Тимашева Г. В., Гайнуллина М. К., Шагалина А. У.
25. «Способ ранней (донозологической) диагностики развития сенсибилизации к аллергенам воздуха рабочей зоны птицеводческого комплекса». Патент на изобретение № 2475749, зарегистрирован от 20 февраля 2013 г. Соавторы: Бадамшина Г. Г., Тимашева Г. В., Каримова Л. К., Валеева Э. Т., Гизатуллина Д. Ф.
26. «Комплексное соединение 5-гидрокси-6-метилурацила с сукцинатом натрия и способ его получения». Патент на изобретение № 2475482, зарегистрирован от 20 февраля 2013 г. Соавторы: Мышкин В. А., Репина Э. Ф., Абдрахманов И. Б., Мустафин А. Г., Гимадиева А. Р.
27. «Способ диагностики кандидоза верхних дыхательных путей у работников агропромышленного комплекса» Патент на изобретение № 2485183, зарегистрирован от 20 июня 2013 г. Соавторы: БадамшинаГ. Г., Масягутова Л. М., Каримова Л. К., Гимранова Г. Г., Гайнуллина М. К.
28. «Способ диагностики комбинированного воздействия ароматических углеводородов, оксидов олефинов и их смеси на работников нефтехимических и химических производств» Патент на изобретение № 2488827, зарегистрирован от 27 июля 2013 г. Соавторы: Бадамшина Г. Г., Каримова Л. К., Тимашева Г. В., Гизатуллина Д. Ф.
29. «Способ прогнозирования развития В-клеточных и Т-клеточных неходжкинских лимфом». Патент на изобретение № 2490638, зарегистрирован от 20 августа 2013 г. Соавторы: Бакиров Б. А., Каримов Д. О., Викторова Т. В.
30. «Способ прогнозирования течения неходжкинских лимфом». Патент на изобретение № 2490641, зарегистрирован от 20 августа 2013 г. Соавторы: Бакиров Б. А., Каримов Д. О., Викторова Т. В.
31. «Способ прогнозирования клинической формы хронического лимфолейкоза» Патент на изобретение № 2490642, зарегистрирован от 20 августа 2013 г. Соавторы: Бакиров Б. А., Каримов Д. О., Викторова Т. В.
32. «Способ прогнозирования ответа на химиотерапию при хроническом лимфолейкозе». Патент на изобретение № 2495427, зарегистрирован от 10 октября 2013 г. Соавторы : Бакиров Б. А., Каримов Д. О., Викторова Т. В.
33. «Способ прогнозирования тлеющей формы хронического лимфолейкоза». Патент на изобретение № 2496110, зарегистрирован от 20 октября 2013 г. Соавторы: Бакиров Б. А., Каримов Д. О., Викторова Т. В.
34. «Способ прогнозирования развития болезней органов дыхания у лиц, подвергающихся воздействию биологического фактора». Патент на изобретение № 2500353, зарегистрирован от 10 декабря 2013 г. Соавторы: Масягутова Л. М., Бадамшина Г. Г.
35. «Способ диагностики хронического генерализованного пародонтита». Патент на изобретение № 2488115, зарегистрирован от 20.07.2013 г. Соавторы: Галикеева А. Ш., Ларионова Т. К., Бакиров А. Б., Галикеев М. Ф., Мишина А. Е.
36. «Способ оценки детоксикационной функции организма у работающих в условиях химического комплекса». Патент на изобретение № 2524661, зарегистрирован от 06.06.2014 г. Соавторы: Тимашева Г. В., Бадамшина Г. Г., Галимова Р. Р., Каримова Л. К., Масягутова Л. М., Валеева Э. Т.
37. «Способ повышения антитоксической функции организма у здоровых лиц, работающих в условиях химической нагрузки». Патент на изобретение № 2535066, зарегистрирован от 08.10.2014 г. Соавторы: Бадамшина Г. Г., Тимашева Г. В., Каримова Л. К., Бакиров Б. А., Валеева Э. Т., Галимова Р. Р.
38. «Способ оценки воздействия производственного микробиологического фактора на медицинских сестер крупных многопрофильных детских больниц». Патент на изобретение № 2542412, зарегистрирован от 21.01.2015 г. Соавторы: Красовский В. О., Бадамшина Г. Г., Фищенко Р. Р., Бакиров Б. А.
39. «Способ прогнозировапния высокого риска развития производственно обусловленных и профессиональных заболеваний у работников химического комплекса, занятых во вредных условиях труда». Патент на изобретение № 2545911, зарегистрирован от 26.02.2015 г. Соавторы: Бадамшина Г. Г., Тимашева Г. В., Каримова Л. К., Валеева Э. Т., Бакиров Б. А., Галимова Р. Р., Валеева О. В.
40. «Способ прогнозирования часто рецидивирующего течения хронического панкреатита у женщин с отягощенным анамнезом». Патент на изобретение № 2547582, зарегистрирован от 12.03.2015 г. Соавторы: Мингазева С. К., Хасанова А. Р., Нигматуллина А. Э., Мингазетдинова Л. Н.
41. «Способ прогнозирования риска развития профессиональных аллергодерматозов». Патент на изобретение № 2552031, зарегистрирован от 28.05.2015 г. Соавторы: Масягутова Л. М., Шагалина А. У., Гарифуллин Б. Р., Валеева Э. Т., Рыбаков И. Д.
42. «Способ диагностики раннего воздействия вредных производственных факторов на организм работников, занятых в производстве синтетических смол не более 5 лет». Патент на изобретение № 2559585, зарегистрирован от 14.07.2015 г. Соавторы: Бадамшина Г. Г., Бакиров Б. А., Тимашева Г. В., Каримова Л. К., Валеева Э. Т., Валеева О. В., Власова Н. В.
43. «Способ диагностики влияния химических веществ на работников, занятых во вредных условиях труда химического комплекса». Патент на изобретение № 2563195, зарегистрирован от 19.08.2015 г. Соавторы: Бадамшина Г. Г., Валеева О. В., Власова Н. В., Каримова Л. К., Валеев Э. Т., Галимова Р. Р.
44. «Комплексное соединение 5-гидрокси-6-метилурацила с аскорбиновой кислотой, проявляющее антигипоксическую активность и способ его получения». Патент на изобретение № 2612517, зарегистрирован от 09 марта 2017 г. Соавторы: Мышкин В. А., Гимадиева А. Р., Репина Э. Ф., Мустафин А. Г., Абдрахманов И. Б., Каримов Д. О.
45. «Способ диагностики стадий нервно-мышечных нарушений от функционального перенапряжения у работников сельского хозяйства по показателям стимуляционной электронейромиографии». Патент на изобретение № 2612820, зарегистрирован от 13 марта 2017 г. Соавторы: Галлямова С. А., Масягутова Л. М.
46. «Способ оценки вирусной обсемененности воздуха». Патент на изобретение № 2619179, зарегистрирован от 12 мая 2017 г. Соавторы: Бадамшина Г. Г., Зиатдинов В. Б., Каримов Д. О., Исаева Г. Ш., Аслаев А. Н., Зарипова А. З., Фищенко Р. Р., Лапонова Е. В.
47. «Комплексное соединение 5-гидрокси-3,6-диметилурацила с янтарной кислотой, проявляющее мембраностабилизирующую активность, и способ его получения». Патент на изобретение № 2631238, зарегистрирован от 20 сентября 2017 г. Соавторы: Мышкин В. А., Репина Э. Ф., Гимадиева А. Р., Каримов Д. О., Хуснутдинова Н. Ю.
48. «Комплексное соединение 5-гидрокси-1,3,6-триметилурацила с янтарной кислотой, проявляющее антидотную активность, и способ его получения». Патент на изобретение № 2634731, зарегистрирован от 03 ноября 2017 г. Соавторы: Мышкин В. А., Гимадиева А. Р., Репина Э. Ф.
49. «Способ прогнозирования дыхательной недостаточности у больных бронхиальной астмой». Патент на изобретение № 2639122, зарегистрирован от 19 декабря 2017 г. Соавторы: Мухамадиева Г. Ф., Каримов Д. О., Кутлина Т. Г., Валова Я. В., Шагалина А. У., Идиятуллина Э. Ф.
50. «Способ прогнозирования риска развития производственно обусловленных заболеваний у работников, занятых во вредных условиях труда». Патент на изобретение № 2655815, зарегистрирован от 29.05.2018 г. Соавторы: Тимашева Г. В., Масягутова Л. М., Ахметшина В. Т.
51. «Способ прогнозирования риска развития иммуноопосредованных заболеваний у работающих в условиях обсеменённости воздуха рабочей зоны условно-патогенными микроорганизмами». Патент на изобретение № 2659169, зарегистрирован от 28.06.2018 г. Соавторы: Масягутова Л. М., Гизатуллина Л. Г., Жаркова И. А., Хайбуллин Р. У., Гарькуша Л. Р., Свирская М. В.
52. «Способ диагностики профпригодности лиц к работе на производстве фталатов». Патент на изобретение № 2701163, зарегистрирован от 25.09.2019 г. Соавторы: Власова Н. В., Масягутова Л. М., Башарова А. В., Карамова Л. М.
53. «Способ прогнозирования толщины комплекса интима-медиа у работников химических производств». Патент на изобретение № 2704478, зарегистрирован от 28.10.2019 г. Соавторы: Гимаева З. Ф., Каримова Л. К., Гимаев Р. М., Серебряков П. В., Каримов Д. О.
54. «Способ прогнозирования индекса массы миокарда левого желудочка у работников химических производств в зависимости от систолического артериального давления и концентрации липопротеинов низкой плотности». Патент на изобретение № 2704788, зарегистрирован от 30.10.2019 г. Соавторы: Гимаева З. Ф., Гимаев Р. М., Каримова Л. К., Серебряков П. В., Каримов Д. О.
55. «Способ прогнозирования индекса массы миокарда левого желудочка у работников химических производств в зависимости от стажа и уровня психосоциального стресса». Патент на изобретение № 2718305, зарегистрирован от 01.04.2020 г. Соавторы: Гимаева З. Ф., Каримова Л. К., Гимаев Р. М., Серебряков П. В., Каримов Д. О.
56. «Способ прогнозирования степени тяжести острого токсического гепатита». Патент на изобретение № 2750663, зарегистрирован от 30 июня 2021 г. Соавторы: Каримов Д. О., Репина Э. Ф., Якупова, Валова Я. В., Хуснутдинова Н. Ю., Байгильдин С. С.
57. «Способ прогнозирования риска развития заболеваний, являющихся причинами медицинских противопоказаний к работе с вредными факторами металлургического производства» Патент на изобретение № 2754802, зарегистрирован от 07 сентября 2021 г. Соавторы: Масягутова Л. М., Садретдинова Г. Р., Абдрахманова Е. Р., Гимранова Г. Г., Гизатуллина Л. Г., Власова Н. В., Габдулвалеева Э. Ф., Габдулвалеева А. Р.
58. «Способ мытья столовой посуды ручным способом в организациях общественного питания». Патент на изобретение № 2771902, зарегистрирован от 13.05.2022 г. Соавторы: Яхина М. Р., Аллаярова Г. Р., Даукаев Р. А., Зеленковская Е. Е., Красовский В. О., Масягутова Л. М.
59. «Способ определения степени утраты профессиональной трудоспособности при профессиональных вертеброгенных заболеваниях по клиническим и электронейромиографическим показателям». Патент на изобретение № 2774172, зарегистрирован от 15.06.2022 г. Соавторы: Шайхлисламова Э. Р., Берг А. В., Карамова Л. М., Галлямова С. А., Масягутова Л. М.
60. «Способ оценки степени экспозиции токсических веществ на работников нефтехимических производств». Патент на изобретение № 2785267, зарегистрирован от 05.12.2022 г. Соавторы: Кудояров Э. Р., Каримов Д. О., Репина Э. Ф., Каримов Д. Д., Мухаммадиева Г. Ф., Галимова Р. Р.

Ученики:
Под научным руководством профессора Ахата Бариевича Бакирова и при его научном консультировании подготовлены и защищены 10 докторских и 32 кандидатских диссертаций. Среди его известных учеников:
- доктор медицинских наук, профессор Калимуллина Диляра Хатимовна, профессор кафедры терапии и профессиональных болезней с курсом ИДПО ФГБОУ ВО «Башкирский государственный медицинский университет» Минздрава РФ;
- доктор медицинских наук, профессор Ахметзянова Эльмира Хамитовна, профессор кафедры терапии и профессиональных болезней с курсом ИДПО ФГБОУ ВО «Башкирский государственный медицинский университет» Минздрава РФ;
- доктор медицинских наук Гимаева Зульфия Фидаиевна, профессор кафедры терапии и профессиональных болезней с курсом ИДПО ФГБОУ ВО «Башкирский государственный медицинский университет» Минздрава РФ;
- доктор медицинских наук Валеева Эльвира Тимерьяновна, главный научный сотрудник отдела медицины труда ФБУН «Уфимский НИИ медицины труда и экологии человека», профессор кафедры терапии и профессиональных болезней с курсом ИДПО ФГБОУ ВО «Башкирский государственный медицинский университет» Минздрава РФ;
- доктор медицинских наук Гимранова Галина Ганиновна, главный научный сотрудник отдела медицины труда ФБУН «Уфимский НИИ медицины труда и экологии человека», профессор кафедры терапии и профессиональных болезней с курсом ИДПО ФГБОУ ВО «Башкирский государственный медицинский университет» Минздрава РФ;
- доктор медицинских наук Масягутова Ляля Марселевна, зав.отделом медицины труда ФБУН «Уфимский НИИ медицины труда и экологии человека»;
- доктор медицинских наук, профессор Кабирова Миляуша Фавзиевна, декан стоматологического факультета ФГБОУ ВО «Башкирский государственный медицинский университет» Минздрава РФ;
- доктор медицинских наук, профессор Сафуанова Гезель Шагбановна, зав.кафедрой терапии и общей врачебной практики с курсом гериатрии ИДПО ФГБОУ ВО «Башкирский государственный медицинский университет» Минздрава РФ;
- доктор медицинских наук, профессор Фазлыев Марат Мадарисович, начальник Федерального казенного учреждения здравоохранения «Медико-санитарная часть Министерства внутренних дел Российской Федерации по Республике Башкортостан».
- Доктор технических наук Трубникова Людмила Ивановна;
- Кандидат медицинских наук, Шайхлисламова Эльмира Радиковна, директор ФБУН «Уфимский НИИ медицины труда и экологии человека» Роспотребнадзора.